# Сельское хозяйство Маврикия

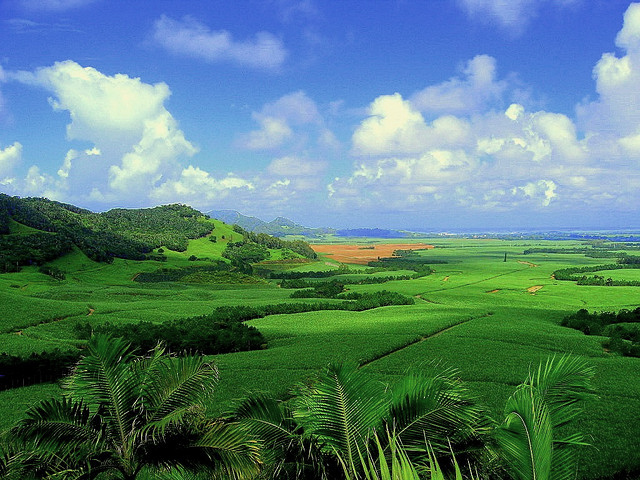
Плантация сахарного тростника на Маврикии.

Сельское хозяйство является основной отраслью экономики Маврикия. Исторически выращивание сахарного тростника было основным видом сельскохозяйственной деятельности на Маврикии. В 2001 году на его долю приходилось около 70% обрабатываемых земель страны, что составляло приблизительно 36% от общей площади страны. Сельскохозяйственная палата Маврикия была основана в 1853 году. Факультет сельского хозяйства в Университете Маврикия был основан в 1914 году. Маврикий является нетто-импортёром продовольствия, общий коэффициент самообеспеченности составляет 25%. Это вызвало серьёзный экономический стресс в период финансового кризиса 2007–2008 годов. Маврикий стал 15-м членом Общего рынка Восточной и Южной Африки, подписавшим национальную Программу комплексного развития сельского хозяйства в Африке (CAADP). Сельскохозяйственная отрасль в основном занимается выращиванием таких фруктов, как бананы, личи, ананасы и манго. Сельское хозяйство находится в ведении Министерства агропромышленности и продовольственной безопасности правительства Маврикия. Нынешний министр — Маниш Гобин. Маврикий уже много лет использует агрохимикаты в своём сельском хозяйстве. Проект «Умное сельское хозяйство» поддерживается Европейским Союзом с 2018 года.